# Táo caramel
Táo Caramel là một món ăn ngọt xuất xứ từ Hoa Kỳ với hình thức là táo nhúng với caramel. Đây là một món ăn vặt thuộc dạng món ngọt được người Mỹ khá ưa thích và hay dùng trong ngày hội Halloween. Người ta cũng dùng bánh táo caramen ngọt lịm để đón lễ Valentine. Các sản phẩm táo và táo chế biến này đã được xuất khẩu sang Việt Nam, Canada, Hồng Kông (Trung Quốc), Ấn Độ, Indonesia, Malaysia, Philippines, Sri Lanka, Thái Lan, Các Tiểu vương quốc Ảrập Thống nhất.
Năm 2015, tại Mỹ đã có 32 người bị nhiễm Listeria monocytogenes gây nên bệnh Listeriosis từ món táo caramel. Tình trạng này được ghi nhận trên 11 bang. Trong số những người bị nhiễm, có 31 ca phải nhập viện và ít nhất 3 người đã tử vong, 10 ca trong số đó đang mang thai và 1 ca bị sảy thai. 25/28 người mắc được phỏng vấn có ăn sản phẩm táo, caramel chế biến và đóng gói sẵn. Đồng thời táo caramel Mỹ nhiễm khuẩn cũng đã được xuất khẩu vào Việt Nam.